# Korczyna
Korczyna è un comune rurale polacco del distretto di Krosno, nel voivodato della Precarpazia.
Ricopre una superficie di 92,44 km² e nel 2004 contava 10 695 abitanti.